# Rhododendron lanatum
Rhododendron lanatum är en ljungväxtart som beskrevs av Joseph Dalton Hooker. Rhododendron lanatum ingår i släktet rododendron, och familjen ljungväxter. Inga underarter finns listade i Catalogue of Life.